# 東觀漢記
| 中國二十四史 | 中國二十四史   | 中國二十四史 | 中國二十四史 | 中國二十四史 |
| 次序         | 書名           | 作者         | 作者         |              |
| 次序         | 書名           | 姓名         | 時代         |              |
| ------------ | -------------- | ------------ | ------------ | ------------ |
| 1            | 史记           | 司馬遷       | 西漢         |              |
| 2            | 汉书           | 班固         | 東漢         |              |
| 3            | 后汉书         | 范曄         | 劉宋         |              |
| 4            | 三國志         | 陈寿         | 西晋         |              |
| 5            | 晋书           | 房玄龄等     | 唐           |              |
| 6            | 宋书           | 沈约         | 蕭梁         |              |
| 7            | 南齐书         | 萧子显       | 蕭梁         |              |
| 8            | 梁书           | 姚思廉       | 唐           |              |
| 9            | 陈书           | 姚思廉       | 唐           |              |
| 10           | 魏书           | 魏收         | 北齐         |              |
| 11           | 北齐书         | 李百药       | 唐           |              |
| 12           | 周书           | 令狐德棻等   | 唐           |              |
| 13           | 南史           | 李延寿       | 唐           |              |
| 14           | 北史           | 李延寿       | 唐           |              |
| 15           | 隋书           | 魏徵等       | 唐           |              |
| 16           | 旧唐书         | 刘昫等       | 后晋         |              |
| 17           | 新唐书         | 欧阳修等     | 北宋         |              |
| 18           | 旧五代史       | 薛居正等     | 北宋         |              |
| 19           | 新五代史       | 欧阳修       | 北宋         |              |
| 20           | 宋史           | 脱脱等       | 元           |              |
| 21           | 辽史           | 脱脱等       | 元           |              |
| 22           | 金史           | 脱脱等       | 元           |              |
| 23           | 元史           | 宋濂等       | 明           |              |
| 24           | 明史           | 张廷玉等     | 清           |              |
| 相關         | 東觀漢記       | 劉珍等       | 東漢         |              |
| 相關         | 新元史         | 柯劭忞       | 民國         |              |
| 相關         | 清史稿         | 趙爾巽等     | 民國         |              |
| 相關         | 點校本二十四史 | 顧頡剛等     | 共和國       |              |

《東觀漢記》，漢代人稱之為《東觀記》，一百四十三卷，是一部以紀傳體撰寫東漢歷史的史書，同時也是中國第一部官修當代史（《史记》以前不断代是私修）。記事起於光武帝，終於靈帝，由漢代劉珍、延篤等撰，因史館設於東觀（洛邑宮殿的藏書處）而得名。
在三國時代以後，將之與《史記》、《漢書》並舉，合稱「三史」，唐代以後漸以范曄《後漢書》取代《東觀漢记》。

## 修纂過程
《東觀漢記》前後經過四次修纂。漢明帝時，明帝讓班固與陳宗、尹敏、孟異三人共撰《世祖本紀》，又編次光武帝功臣和平林、新市、公孫述事，作列傳、載記二十八篇。此次與班固合力修史者，除陳宗、尹敏、孟異三人外，尚有杜撫、馬嚴、劉復、賈逵等四人，是《東觀漢記》的初次修纂。
第二次修纂在漢安帝永寧年間，鄧太后下詔命劉珍、李尤、劉騊駼、劉毅等著「中興以下名臣列士傳」。據《史通·古今正史篇》，還尚有紀、表、外戚等傳，時間起於建武，終於永初，書始名《漢記》，不久，工作地點遷至南宮東觀。後來劉珍、李尤等人相繼去世，伏無忌、黃景等奉命續修〈諸王〉、〈王子〉、〈功臣〉、〈恩澤侯表〉及〈匈奴南單于〉、〈西羌傳〉、〈地理志〉，此書自此始具規模。
第三次修纂在漢桓帝元嘉元年（151年），桓帝命邊韶、崔寔、朱穆、曹壽續修，作〈孝穆皇傳〉、〈孝崇皇傳〉和〈順烈皇后傳〉，又增安思等皇后入〈外威傳〉，崔篆諸人入〈儒林傳〉。崔寔、曹壽又與延篤作〈百官表〉和順帝功臣〈孫程傳〉、〈郭鎮傳〉，又作〈鄭眾〉、〈蔡倫〉等傳，共撰成一百一十四篇。
第四次修纂在漢靈帝、漢獻帝時，靈帝熹平年間，蔡邕、馬日磾、楊彪、盧植、韓說、劉洪等繼續修書，作〈靈帝紀〉和列傳四十二篇。蔡邕據其師胡廣傳授給他的「舊事」草成十志初稿，入東觀後即與張華、劉洪共撰十志，作《朝會》、《車服》二志。後因事徙朔方郡，上書求還，並續成十志，後避桓帝名諱，改稱「意」。此十志，據《後漢書·蔡邕傳》李賢注引《蔡邕別傳》，有〈律曆〉、〈禮〉、〈樂〉、〈郊祀〉、〈天文〉、〈車服〉，據《史通》，尚有〈地理〉、〈朝會〉，嚴可均《全後漢文》注謂除前8志外，缺者乃〈五行〉、〈藝文〉也。但因漢末戰可及董卓西遷長安，以至散佚不全。漢獻帝建安元年（196年）遷都許昌之後，楊彪進行最後一次總整理，但未能把散逸的篇章如數補齊。
《東觀漢記》成於眾人之手，經幾代人不斷遞修才成書。直至東漢以後，仍有續補。但無一人對此從頭至尾進行整理加工，形成「著述無主，條章靡立」的現象，所以各篇之間，詳略不一，筆調不一。但由於《東觀漢記》是官修當代史，修史者擁有豐富的材料來源，從起居注到私家著作，都可以直接取材，故保留大量原始材料。

## 流傳過程
東漢時初名《漢記》，三國兩晉時如此，至南北朝時改稱《東觀漢記》。晉代以前《東觀漢記》和《史記》、《漢書》合稱三史。晚出的後漢史著作，無不取材於《東觀漢記》。傅玄认为《东观汉记》烦杂。南朝宋范曄依據《東觀漢記》，“窮覽舊籍，刪煩補略”，歷時十三年，完成《後漢書》。《後漢書》取代《東觀漢記》躍居東漢正史地位。
《東觀漢記》在魏晉南北朝時未聞有亡失，隋代時尚有143卷之多，至唐代開元年間著錄有127卷。至宋代時散佚愈多，北宋末年時尚存著錄43卷，此本在宋高宗紹興二十六年（1156年）時亡去，後獲一蜀本剛經校勘，釐定為八卷，至此散佚殆盡。自元代以後，則無一完篇傳世。

## 輯佚過程
清代康熙時，姚之駰首次網羅斷簡殘篇，查閱《後漢書》李賢注等五種書籍，共得840餘條，輯為8卷，簡稱《姚本》。因收羅不廣，掛漏殊多，且編排雜亂及考證不精；至乾隆時修《四庫全書》，據姚本，以《永樂大典》、《太平御覽》等書所載補葺，增加十分之六，厘訂為24卷，分帝紀3卷、年表1卷、志1卷、列傳17卷、載記1卷，並編佚文1卷；刊入《武英殿聚珍叢書》，簡稱《聚珍本》。
但聚珍本存有三個缺點，其一在輯文方面尚有不足，未能輯出所有佚文；其二在帝紀、列傳部分，有關某一人的遺文，皆連綴成一篇，在連綴過程中，或增或刪，有失原貌；其三承姚之駰輯本之弊，在每條輯文之後，一律不注出處，使後人在徵引時，欲加校核而無從入手。
為了解決這個問題，近人吳樹平依據武英本《東觀漢記》，重新翻檢大量古類書、史書和古注，輯得遺文數百條；並利用各種資料比勘互校，釐訂歧異舛誤文字，並注明出處及注釋，整理出《東觀漢記校注》二十二卷，是目前《東觀漢記》版本中最好的一種。

另有四庫全書本流傳于世。

## 目錄
| 卷     | 题               | 内容 |
| ------ | ---------------- | --- |
| 卷一   | 紀一             | 世祖光武皇帝 |
| 卷二   | 紀二             | 顯宗孝明皇帝、肅宗孝章皇帝、穆宗孝和皇帝、孝殤皇帝 |
| 卷三   | 紀三             | 恭宗孝安皇帝、敬宗孝順皇帝、孝沖皇帝、孝質皇帝、威宗孝桓皇帝、孝靈皇帝 |
| 卷四   | 表               | 諸王表、王子侯表、功臣表、恩澤侯表、百官表 |
| 卷五   | 志               | 律曆志、禮志、樂志、郊祀志、天文志、地理志、朝會志、車服志 |
| 卷六   | 傳一皇后         | 光烈陰皇后、明德馬皇后、章德竇皇后、敬隱宋皇后、孝和陰皇后、和熹鄧皇后、安思閻皇后、順烈梁皇后、竇貴人、孝崇匽皇后、孝桓鄧皇后、靈帝宋皇后、靈思何皇后 |
| 卷七   | 傳二宗室諸王孝皇 | 齊武王縯、北海靖王興、北海敬王睦、趙孝王良、劉弘、劉梁、城陽恭王祉、東海恭王彊、沛獻王輔、楚王英、濟南安王康、東平憲王蒼、阜陵質王延、廣陵思王荊、中山簡王焉、琅邪孝王京、彭城靖王恭、樂成靖王黨、樂成王萇、下邳惠王衍、梁節王暢、清河王慶、平原王勝、孝穆皇、孝崇皇、                                                                                               |
| 卷八   | 傳三             | 劉玄、朱鮪、申屠志、王郎、蘇茂、龐萌、王閎、彭寵、盧芳 |
| 卷九   | 傳四             | 李通、鄧晨、來歙、鄧禹、鄧訓、鄧鴻、鄧陟、鄧悝、鄧弘、鄧閶、鄧豹、鄧遵、寇恂、馮異、馮彰、岑彭、岑起、賈復、賈宗、馮駿、張豐、秦豐、鄧奉 |
| 卷十   | 傳五             | 吳漢、蓋延、陳俊、陳浮、臧宮、耿況、耿弇、耿國、耿秉、耿恭、銚期、王霸、祭遵、祭肜、祭參、郭況、鄧讓、孫咸、蔣翊、楊正、耿嵩、張重、姜詩 |
| 卷十一 | 傳六中興功臣     | 任光、任隗、李忠、李純、邳彤、劉植、劉歆、劉嘉、耿純、朱祜、景丹、王梁、馬成、劉隆、傅俊、堅鐔、馬武 |
| 卷十二 | 傳七             | 竇融、竇固、竇憲、竇章、馬援、馬廖、馬防、馬光、馬客卿、馬嚴、馬融、馬棱、朱勃、樊重、樊宏、樊鯈、樊梵、樊準、陰睦、陰識、陰興、陰傅 |
| 卷十三 | 傳八             | 卓茂、魯恭、魯丕、魏霸、劉寬、伏湛、伏盛、伏恭、伏晨、侯霸、韓歆、宋弘、馮勤、郭賀、趙憙、牟融、韋彪、韋豹、桓虞、趙勤、王阜、宋楊 |
| 卷十四 | 傳九             | 宣秉、宣彪、張湛、王丹、陳遵、王良、杜林、郭丹、吳良、承宮、鄭均、趙溫、桓譚、馮衍、馮豹、田邑、申屠剛、鮑永、鮑昱、郅惲、蘇竟、郭伋、杜詩、孔奮、張堪、廉范、王堂 |
| 卷十五 | 傳十             | 朱浮、馮魴、馮石、虞延、鄭弘、梁統、梁竦、梁商、梁冀、梁不疑、張純、曹褒、鄭興、鄭眾、范升、陳元、賈逵、司馬均、汝郁、張霸、張楷、桓榮、桓郁、桓焉、桓典、桓鸞、桓礹、丁綝、丁鴻、楊喬、毛義、薛苞、劉平、趙孝、魏譚、倪萌、王琳、淳于恭、江革、劉般、劉愷、蔡順、趙咨                                                                                               |
| 卷十六 | 傳十一           | 班彪、班固、班超、班始、第五倫、玄賀、鍾離意、宋均、朱暉、樂恢、何敞、鄧彪、張況、張歆、張禹、徐防、張敏、胡廣、袁安、張酺、韓稜、周榮、郭躬、趙興、陳寵、陳忠、尹勤、梁諷、何熙、應順、應奉、應劭、李恂、龐參、祝良、陳龜、巢堪、鄭璩、張表 |
| 卷十七 | 傳十二           | 崔篆、崔駰、崔瑗、崔寔、申屠蟠、閔貢、荀恁、馮良、楊震、楊秉、楊賜、張綱、陳球、杜安、杜根、李雲、蔡邕、左雄、周舉、黃香、黃瓊、黃琬、李固、陳寔、吳祐、任尚、張耽、朱遂、張奐、段熲、陳蕃、王允、李膺、郭泰、荀曇、劉祐、宗資、符融、韓卓、孔融、皇甫嵩、袁紹、呂布、丘騰、韓昭、趙序、韋毅、周珌、郭汜                                                             |
| 卷十八 | 傳十三彙傳       | 衛颯、茨充、任延、王景、秦彭、王渙、董宣、樊曄、李章、周紆、陽球、鄭眾、蔡倫、孫程、苗光、郭願、曹節、劉昆、劉軼、洼丹、觟陽鴻、楊政、歐陽歙、戴憑、牟長、尹敏、高詡、魏應、薛漢、召馴、周澤、孫堪、甄宇、張玄、李育、杜篤、高彪、李業、劉茂、所輔、溫序、索盧放、李善、周嘉、李充、范丹、劉翊、郭鳳、郭玉、逢萌、周黨、王霸、嚴光、井丹、梁鴻、高鳳、鮑宣妻、龐淯母 |
| 卷十九 | 傳十四不明年代   | 蔣疊、丁邯、須誦、周行、劉訓、梁福、范康、宗慶、喜夷、卜福、翟歆、魏成、畢尋、段普、邢崇、陰猛、張意、沈豐、蕭彪、陳囂 |
| 卷二十 | 傳十五四裔       | 匈奴南單于、莋都夷、西羌、西域 |
| 卷廿一 | 載記             | 王常、劉盆子、樊崇、呂母、隗囂、王元、公孫述、延岑、田戎 |
| 卷廿二 | 散句             | |
| 補遺   |                  | |
| 附錄   |                  | |

## 延伸阅读
[在维基数据编辑]
 在维基文库阅读本作品原文（ 在维基共享资源阅览影像）
 《東觀漢記 (四庫全書本)》